# 巴伐利亚施瓦察赫河

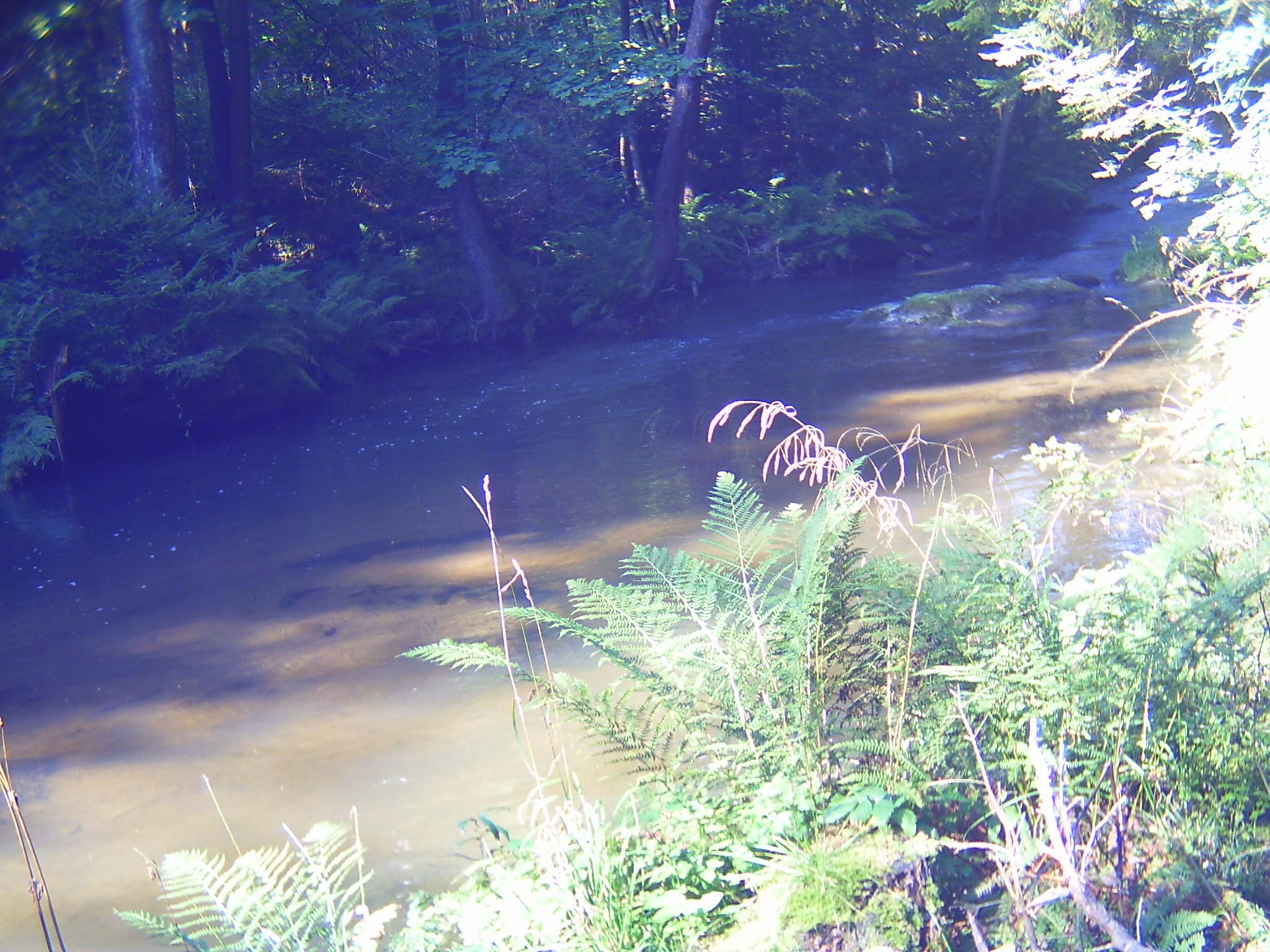

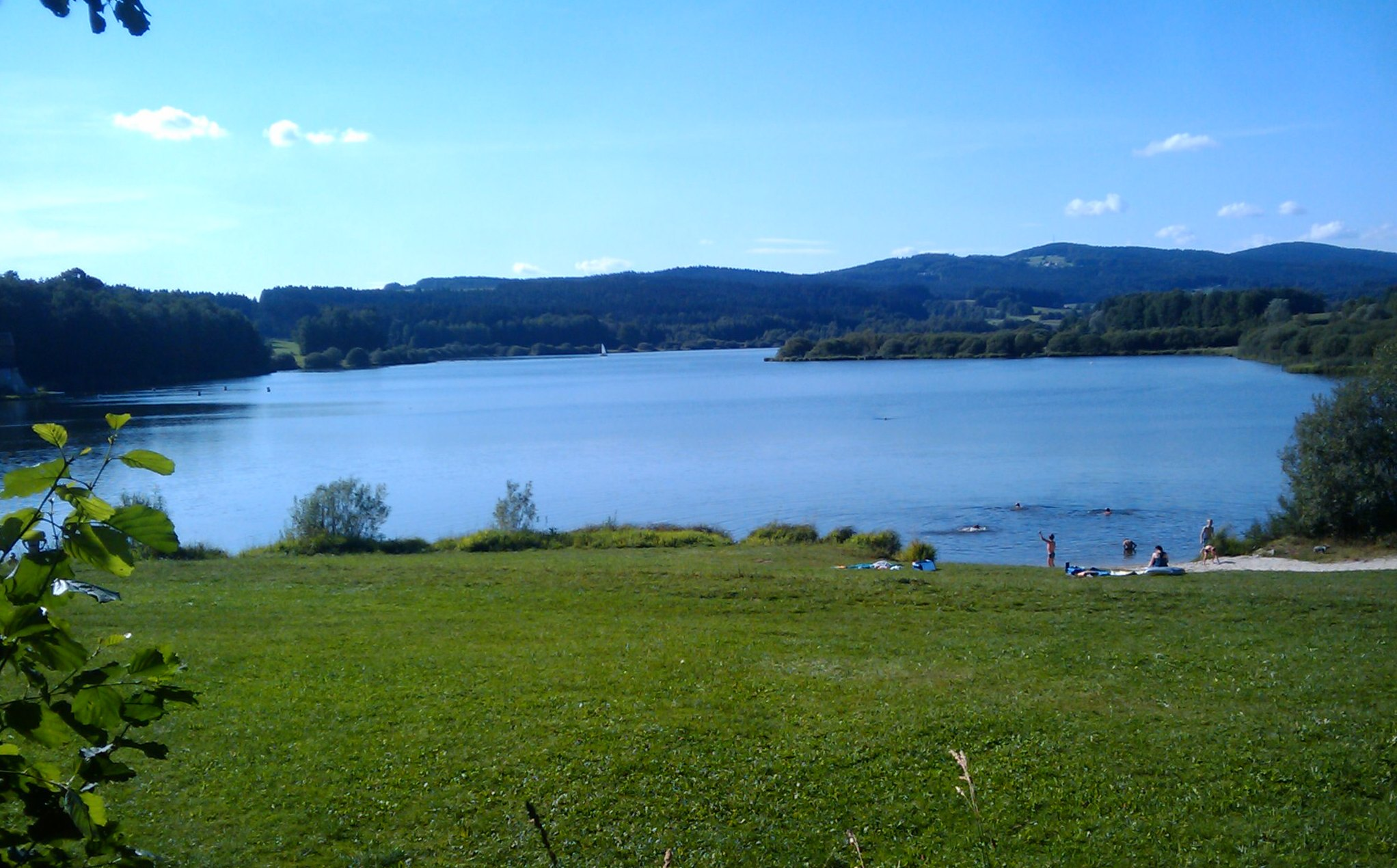

49°22′34″N 12°38′10″E / 49.376086°N 12.636034°E
巴伐利亚施瓦察赫河（德語：Bayerische Schwarzach），是德國的河流，位於該國東南部，由巴伐利亞負責管轄，屬於施瓦察赫河的支流，河道全長24.5公里，流域面積86平方公里。